# Zelotes florisbad
Zelotes florisbad FitzPatrick, 2007 è un ragno appartenente alla famiglia Gnaphosidae.

## Etimologia
Il nome della specie deriva dalla località sudafricana di rinvenimento degli esemplari: Florisbad.

## Caratteristiche
Questa specie non è stata attribuita a nessun gruppo: si distingue dalle altre per avere l'embolus molto allungato e dorsalmente arrotolato, peculiarità che finora non sono state riscontrate altrove.
L'olotipo maschile rinvenuto ha lunghezza totale è di 7,25mm; la lunghezza del cefalotorace è di 3,50mm; e la larghezza è di 2,67mm.

## Distribuzione
La specie è stata reperita nel Sudafrica centrale: l'olotipo maschile è stato rinvenuto nella cittadina di Florisbad, 30 chilometri a nord di Bloemfontein, appartenente alla regione di Free State.

## Tassonomia
Al 2016 non sono note sottospecie e dal 2007 non sono stati esaminati nuovi esemplari.